# Schnelles Denken, langsames Denken
Schnelles Denken, langsames Denken (englischer Originaltitel: Thinking, Fast and Slow) ist ein Buch von Daniel Kahneman, das seine großenteils gemeinsam mit Amos Tversky durchgeführten Forschungen aus mehreren Jahrzehnten zusammenfasst. Die zentrale These ist die Unterscheidung zwischen zwei Arten des Denkens: Das schnelle, instinktive und emotionale System 1 und das langsamere, Dinge durchdenkende und logischere System 2. Das Buch schildert kognitive Verzerrungen im Denken von System 1 und bietet dabei einen breiten Querschnitt von Forschungsergebnissen der sogenannten Heuristics-and-biases-Schule, die von Tversky und Kahneman in den 1970er Jahren begründet wurde. Die englischsprachige Originalausgabe erschien am 25. Oktober 2011 unter dem Titel Thinking, Fast and Slow, die deutsche Übersetzung im Mai 2012.

## Zwei Systeme
Im ersten Teil des Buches beschreibt Kahneman die zwei verschiedenen Weisen, in denen das Gehirn denkt:
- System 1: Schnell, automatisch, immer aktiv, emotional, stereotypisierend, unbewusst
- System 2: Langsam, anstrengend, selten aktiv, logisch, berechnend, bewusst

Kahneman beschreibt eine Reihe von Experimenten, die die Unterschiede zwischen beiden Gedankenprozessen herausstellen, und er zeigt, wie beide Systeme oft zu verschiedenen Schlüssen kommen.
Das System 2 sei dabei rasch „faul“, „ausgelastet und erschöpft“. Der Autor beschreibt das Phänomen der „Bahnung“ (engl. Priming) von bestimmten Ansichten durch bestimmte Reizworte. Er zeigt auf, wie „kognitive Leichtigkeit“ bestimmte unrealistische Denkweisen fördert. Zudem legt er dar, wie das Gehirn zu voreiligen Schlussfolgerungen aufgrund unvollständiger oder falscher Informationen kommt (Halo-Effekt; „What you see is all there is“ – WYSIATI).
Im Unterkapitel zu Urteilsbildung wird untersucht, wie schwer es für das Gehirn ist, statistisch aufgrund von Mengen zu denken.
In einem Unterkapitel zu Heuristiken (Faustregeln) zeigt Kahneman, wie Menschen schwierig zu beantwortende Fragen implizit durch leichtere ersetzen.

## Heuristiken und kognitive Verzerrungen
Der zweite Teil untersucht einige Formen kognitiver Verzerrungen sowie ausgewählte Heuristiken genauer. Im Zentrum steht dabei die eingeschränkte Fähigkeit von System 1, statistische Zusammenhänge angemessen zu interpretieren. Nach Kahneman ergeben sich daraus folgende typische Konsequenzen:
- Übergewichtung der Zuverlässigkeit von Ergebnissen aus kleinen Stichproben, bekannt als das Gesetz der kleinen Zahlen
- Neigung, Zusammenhänge kausal zu interpretieren und statistische Gesetze außer Acht zu lassen; demgegenüber werden Schlüsse aus Häufigkeiten eher vernachlässigt
- Unzureichende Berücksichtigung von Basisraten (siehe Prävalenzfehler)
- Fälschliche kausale Interpretation natürlicher statistischer Streuungen von Ereignissen, die vom wahrscheinlicheren Mittelwert abweichen, insbesondere im Rahmen der Regression zum Mittelwert

Weitere Verzerrungen ergeben sich aus der Anwendung einfacher Entscheidungsregeln, sogenannter Heuristiken, die von System 1 automatisch und unbewusst eingesetzt werden und dabei häufig probabilistischen Prinzipien widersprechen. Im zweiten Teil werden insbesondere folgende Heuristiken behandelt:
- Verfügbarkeitsheuristik: Die Einschätzung von Häufigkeiten und Wahrscheinlichkeiten orientiert sich an der Leichtigkeit, mit der entsprechende Beispiele erinnert oder vorgestellt werden können
- Repräsentativitätsheuristik: Urteile werden anhand der Ähnlichkeit zu stereotypischen Vorstellungen getroffen, wobei statistische Informationen oft ignoriert werden

Ein vollständiges Kapitel widmet sich zudem dem Ankereffekt. Dieser beschreibt die systematische Beeinflussung von Urteilen durch zuvor präsentierte numerische Werte. Einschätzungen, etwa von Wahrscheinlichkeiten, Größen oder Preisen, tendieren dabei zur Annäherung an einen sogenannten Anker, auch wenn dieser willkürlich oder sachlich unbegründet ist. Kahneman erklärt, dass dieser Effekt sowohl durch unbewusstes Priming als auch durch ineffiziente bewusste Anpassungsvorgänge hervorgerufen wird.

## Selbstüberschätzung
Zu den laut Kahneman wichtigsten kognitiven Verzerrungen gehört die Neigung, zu großes Vertrauen in das eigene Wissen zu haben, und andere Formen von übermäßigem Optimismus, wie etwa der Planungsfehlschluss.
Ein anderes Phänomen sei die Illusion, eine Katastrophe oder ein Problem vorhergesehen zu haben, zum Beispiel die Wirtschaftskrise 2008, da man sich an die eigene Einstellung nicht (exakt) erinnere.

## Entscheidungen
In diesem Abschnitt wendet sich Kahneman der von ihm entwickelten Prospect Theory (dt. Neue Erwartungstheorie) zu. Er schreibt über die Tendenz, Probleme isoliert zu betrachten und wie die Wahl des Framings Entscheidungen massiv beeinflussen kann.

## Zwei Selbste
Kahneman geht auf den Unterschied zwischen zwei verschiedenen Sichtweisen auf das Wohlbefinden ein: Das Wohlbefinden des „sich erinnernden Selbsts“, das Menschen rückblickend angeben, etwa nach einem schmerzhaften medizinischen Eingriff, und das tatsächlich erlebte Wohlbefinden des „erlebenden Selbsts“. Werden Probanden gebeten, im Laufe einer Prozedur in kurzen Abständen ihren gefühlten Schmerz mitzuteilen, dann entspricht der erlebte Schmerz dem „Gesamten“ all dieser Schmerzempfindungen, also quasi der Fläche unter der Kurve der Schmerzintensität über die Zeit. Die beiden Maße weichen voneinander ab – für die rückblickende Bewertung ist es nahezu irrelevant, wie lange der Eingriff dauerte. Erlebt ein Mensch beispielsweise einen als konstant empfundenen Schmerz, so wäre bei doppelter Dauer der erlebte Schmerz entsprechend doppelt so groß, der erinnerte Schmerz hingegen jedoch nur wenig verändert.

## Replikationskrise
Ein Teil des Buches wurde von der Replikationskrise erfasst, die die Glaubwürdigkeit vieler Studien aus der Psychologie und aus den Sozialwissenschaften infrage stellt. Eine Analyse der in Kapitel 4, „Die Assoziationsmaschine“, zitierten Studien ergab, dass ihr R-Index bei 14 liegt, was im Wesentlichen darauf hindeutet, dass sie keinerlei Zuverlässigkeit besitzen. Kahneman selbst reagierte in Blog-Kommentaren auf die Studie und räumte die Unzulänglichkeiten des Kapitels ein: „I placed too much faith in underpowered studies.“ (deutsch: „Ich habe zu sehr auf unzureichende Studien vertraut.“) Andere haben auf die Ironie hingewiesen, dass Kahneman eine ähnliche Fehleinschätzung wie die von ihm untersuchten Studien gemacht hat.
Eine spätere Analyse ging so weit zu behaupten, dass trotz Kahnemans früherer Beiträge zum Gebiet der Entscheidungsfindung die meisten Ideen des Buches auf „wissenschaftlicher Literatur mit wackeligem Fundament“ beruhten. Als Begründung wurde ein allgemeiner Mangel an Reproduzierbarkeit bei den im Buch zitierten empirischen Studien angeführt.

## Ausgaben
- Englische Ausgabe: Thinking, Fast and Slow. Farrar, Straus and Giroux, New York 2011, ISBN 978-0-374-27563-1.
- Deutsche Ausgabe aus dem amerikanischen Englisch übersetzt von Thorsten Schmidt: Schnelles Denken, langsames Denken. Siedler, München 2012, ISBN 978-3-88680-886-1.